# Tengboche
Tengboche (o Thyangboche) è un villaggio nel Khumbu, nel nord-est del Nepal, situato a 3.867 metri (12.687 piedi). Nel villaggio c'è un importante monastero buddista, il monastero di Tengboche, il più grande nella regione del Khumbu.  La struttura è stata costruita nel 1923. Nel 1934, fu distrutta da un terremoto, ma ricostruita in seguito. È stata distrutta da un incendio nel 1989, e di nuovo ricostruita con l'aiuto di volontari e di assistenza esterna.

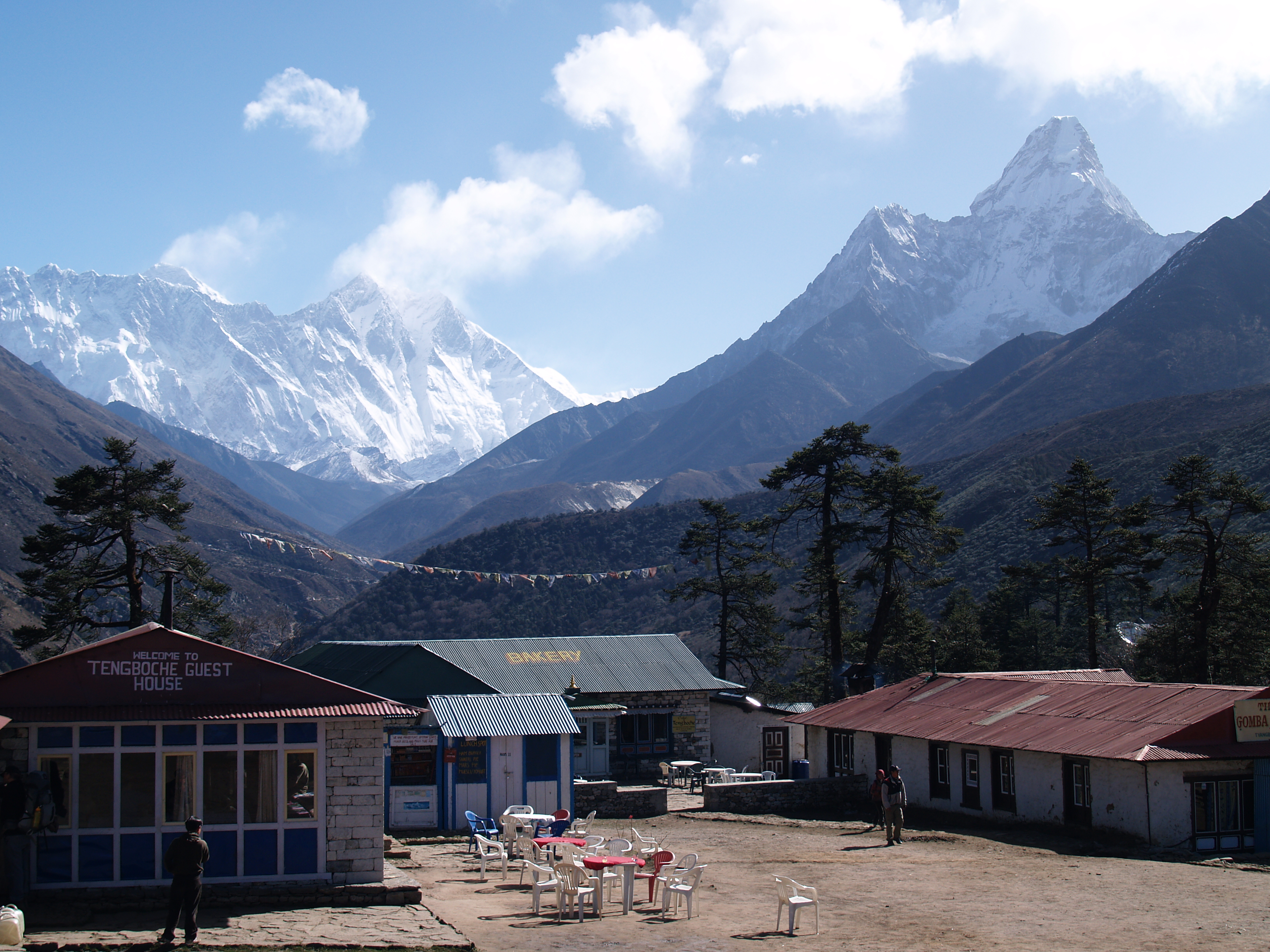
Everest e Ama Dablam visti dal villaggio di Tengboche

Tengboche ha una vista panoramica sulle montagne della catena dell'Himalaya, tra i picchi più noti, Everest, Nuptse, Lhotse, Ama Dablam e Thamserku.
Tenzing Norgay, il primo uomo a raggiungere la vetta del monte Everest con Sir Edmund Hillary è nato in questa zona, nel villaggio di Thani, e fu inviato al monastero di Tengboche come monaco.